# TSEN15
TSEN15 (англ. TRNA splicing endonuclease subunit 15) – білок, який кодується однойменним геном, розташованим у людей на короткому плечі 1-ї хромосоми.  Довжина поліпептидного ланцюга білка становить 171 амінокислот, а молекулярна маса — 18 641.
| 10         |  | 20         |  | 30         |  | 40         |  | 50         |
| ---------- |  | ---------- |  | ---------- |  | ---------- |  | ---------- |
| MEERGDSEPT |  | PGCSGLGPGG |  | VRGFGDGGGA |  | PSWAPEDAWM |  | GTHPKYLEMM |
| ELDIGDATQV |  | YVAFLVYLDL |  | MESKSWHEVN |  | CVGLPELQLI |  | CLVGTEIEGE |
| GLQTVVPTPI |  | TASLSHNRIR |  | EILKASRKLQ |  | GDPDLPMSFT |  | LAIVESDSTI |
| VYYKLTDGFM |  | LPDPQNISLR |  | R          |  |            |  |            |

A: Аланін

C: Цистеїн

D: Аспарагінова кислота

E: Глутамінова кислота

F: Фенілаланін

G: Гліцин

H: Гістидин

I: Ізолейцин

K: Лізин

L: Лейцин

M: Метіонін

N: Аспарагін

P: Пролін

Q: Глутамін

R: Аргінін

S: Серин

T: Треонін

V: Валін

W: Триптофан

Кодований геном білок за функцією належить до фосфопротеїнів. 
Задіяний у таких біологічних процесах як процесінг мРНК, процесинг тРНК, поліморфізм, альтернативний сплайсинг. 
Локалізований у ядрі.